# Andrés Gimeno
Pour les articles homonymes, voir Gimeno.
Andrés Gimeno Tolaguera, né le 3 août 1937 à Barcelone et mort le 9 octobre 2019 dans la même ville, est un joueur de tennis professionnel espagnol.
Sa carrière, de la fin des années 1950 au début des années 1970, fut marquée par de nombreuses victoires, dont une dans un tournoi du Grand Chelem, en 1972, à Roland-Garros.
Il est membre du International Tennis Hall of Fame depuis 2009.

## Biographie
Andrés Gimeno est le fils d'Estaban Gimeno, professeur de tennis qui lui donne ses premiers cours au Real Club de Tenis Barcelona.
Andrés Gimeno a détenu son premier titre de champion national d'Espagne en double en 1954 avec Juan Manuel Couder. Il s'est par la suite imposé en simple en 1957 et 1959, battant à chaque fois Couder. Pendant l'ère Open, il s'impose en 1972.
Il prend sa retraite en 1973, diminué par une blessure au ménisque, et fonde l'année suivante le Club de Tenis Andrés Gimeno, situé à Castelldefels, académie qui formera de nombreux joueurs espagnols tels que Arantxa Sanchez, Àlex Corretja mais aussi l'Américaine Mary Joe Fernández. Il a occupé un poste d'entraîneur auprès de la fédération espagnole de tennis jusqu'en 1979, puis aux côtés de l'équipe féminine Suisse au début des années 1980. Il a en outre commenté le tennis pour TVE entre 1985 et 2003 et a été éditorialiste pour Marca dans les années 1990. Par la suite, il a été impliqué dans des affaires immobilières. En 2009, il est décoré de la médaille d'or du Mérite Sportif de l'Ordre Royal du Sport, décernée par le Conseil supérieur du sport.
Pendant la crise économique des années 2000, il connaît un revers financier et doit se séparer de certains de ses biens. En 2011, des joueurs de tennis parmi lesquels Rafael Nadal, David Ferrer, Tommy Robredo, mais aussi Arantxa Sánchez ont disputé une exhibition au Palau Blaugrana en vue de récolter des fonds.
Marié à Cristina depuis 1962, il a eu trois enfants : Andrés Jr., Cristina Jr. et Alejo.
La fédération espagnole de tennis annonce son décès le 9 octobre 2019 des suites d'un cancer. Rafael Nadal salue à cette occasion un « pionnier du tennis en Espagne mais aussi un grand sportif ».
Son jeu stratégique était principalement basé sur un service et un coup droit puissant avec un revers slicé. Adepte du chip and charge, il améliora son jeu au filet avec l'aide de Pancho Segura.

## Carrière
En 1955, Andrés Gimeno devient champion de France junior à Roland-Garros et se lance l'année suivante sur le circuit international. À la fin de la saison 1958, sa fédération l'envoie en Australie avec José Luis Arilla afin de rivaliser avec les meilleures raquettes internationales sous la houlette d'Harry Hopman. Il y dispute 8 tournois et s'incline à deux reprises contre Roy Emerson et quatre fois contre Ashley Cooper. Il parvient néanmoins à remporter son avant-dernier tournoi à Perth. Lors des Championnats d'Australie, il ne va pas plus loin qu'en quart de finale, battu par Bob Mark.
Il obtient ses meilleurs résultats en 1960 avec un titre à Caracas, Monte-Carlo, Barcelone et au Queen's. Il dispute Roland-Garros avec un statut de tête de série n°3 mais s'incline en quart de finale devant le futur vainqueur Nicola Pietrangeli. Il atteint en revanche la finale du double avec José Luis Arilla. Désirant vivre de son sport, il signe au mois de juillet avec Jack Kramer, un contrat professionnel de trois ans payé 16 000$ par an, devenant le premier joueur espagnol membre de ce circuit fermé.
Pendant environ huit années, il va côtoyer les plus grands champions de l'époque que sont Rod Laver, Ken Rosewall et Lew Hoad. Cette période est marquée par une finale à Wembley en 1965 face à Laver et un titre à l'unique édition du Wimbledon Pro en double en 1967 avec Pancho Gonzales. Il totalise une quinzaine de victoires sur Laver, notamment une à Barcelone en cinq sets en 1966, ainsi qu'une vingtaine sur Rosewall. Il est alors considéré comme le 3e meilleur joueur au monde derrière les deux australiens. Il prend part à de nombreuses tournées aux États-Unis, en Afrique du Sud, en Australie, mais aussi en Afrique noire ou en Amérique Latine.
En 1968, sous contrat avec la National Tennis League de Lamar Hunt, il participe au premier tournoi Open à Bournemouth où s'incline en demi-finale. Pour ses premiers Internationaux de France depuis 1968, il atteint facilement les demi-finales où il est battu en cinq sets par Ken Rosewall. Finaliste de l'Open d'Australie 1969 et demi-finaliste à Wimbledon en 1970, il joue pendant deux saisons sur le circuit WCT et remporte notamment un tournoi à Dallas.
Il atteint en 1972 la finale du tournoi de Roland-Garros. Son parcours est marqué par des victoires en cinq sets sur Clark Graebner en huitièmes (6-3, 3-6, 5-7, 6-2, 6-1) et Alex Metreveli en demi-finale (4-6, 6-3, 6-1, 2-6, 6-3). Il bat en finale Patrick Proisy (4-6, 6-3, 6-1, 6-1), devenant à 34 ans et 10 mois, le joueur le plus âgé à avoir remporté le tournoi. Par la suite, il gagne un dernier tournoi à Gstaad. Il se retire l'année suivante après une finale à Hilversum.
Il totalise 13 sélections en équipe d'Espagne de Coupe Davis entre 1958 et 1960 et entre 1972 et 1973. En 1959, il participe à la finale européenne perdue contre l'Italie. En 1972, il s'illustre en dominant le n°1 mondial Stan Smith (6-8, 7-5, 6-3, 6-4) lors du premier match sur la terre battue barcelonnaise mais l'équipe perd la rencontre malgré une autre victoire sur Harold Solomon.

## Autres résultats
- Championnat du Canada : Demi-finaliste en 1970 et 1971
- Roland-Garros Pro : Finaliste en 1962 et 1967, demi-finaliste en 1964 et 1966
- US Pro : Finaliste en 1967, demi-finaliste en 1961, 1964 et 1966

## Parcours dans les tournois duGrand Chelem

### En simple
| Année | Open d'Australie | Open d'Australie | Internationaux de France | Internationaux de France | Wimbledon       | Wimbledon     | US Open         | US Open     |
| ----- | ---------------- | ---------------- | ------------------------ | ------------------------ | --------------- | ------------- | --------------- | ----------- |
| 1956  | —                | —                | 1er tour (1/64)          | T. Fancutt               | 3e tour (1/16)  | U. Schmidt    | —               | —           |
| 1957  | —                | —                | 3e tour (1/16)           | W. Woodcock              | 1er tour (1/64) | A. Hammersley | —               | —           |
| 1958  | —                | —                | 1/8 de finale            | A. Cooper                | 2e tour (1/32)  | M. Anderson   | —               | —           |
| 1959  | 1/4 de finale    | B. Mark          | —                        | —                        | 3e tour (1/16)  | R. Emerson    | —               | —           |
| 1960  | —                | —                | 1/4 de finale            | N. Pietrangeli           | 2e tour (1/32)  | R. Krishnan   | —               | —           |
| 1961  | —                | —                | —                        | —                        | —               | —             | —               | —           |
| 1962  | —                | —                | —                        | —                        | —               | —             | —               | —           |
| 1963  | —                | —                | —                        | —                        | —               | —             | —               | —           |
| 1964  | —                | —                | —                        | —                        | —               | —             | —               | —           |
| 1965  | —                | —                | —                        | —                        | —               | —             | —               | —           |
| 1966  | —                | —                | —                        | —                        | —               | —             | —               | —           |
| 1967  | —                | —                | —                        | —                        | —               | —             | —               | —           |
| 1968  | —                | —                | 1/2 finale               | K. Rosewall              | 3e tour (1/16)  | R. Moore      | 1er tour (1/64) | R. Moore    |
| 1969  | Finale           | R. Laver         | 1/4 de finale            | R. Laver                 | 1/8 de finale   | C. Graebner   | 1/8 de finale   | B. Buchholz |
| 1970  | —                | —                | —                        | —                        | 1/2 finale      | J. Newcombe   | 1er tour (1/64) | T. Koch     |
| 1971  | 2e tour (1/16)   | R. Lutz          | —                        | —                        | 1er tour (1/64) | J. Paish      | —               | —           |
| 1972  | —                | —                | Victoire                 | P. Proisy                | 2e tour (1/32)  | O. Parun      | 1/8 de finale   | S. Smith    |
| 1973  | —                | —                | 2e tour (1/32)           | G. Vilas                 | —               | —             | —               | —           |

N.B. : à droite du résultat se trouve le nom de l'ultime adversaire.

### En double
Parcours en double à partir de 1968.
| Année | Open d'Australie          | Open d'Australie   | Internationaux de France  | Internationaux de France | Wimbledon                  | Wimbledon            | US Open                   | US Open               |
| ----- | ------------------------- | ------------------ | ------------------------- | ------------------------ | -------------------------- | -------------------- | ------------------------- | --------------------- |
| 1968  | —                         | —                  | 1/4 de finale P. Gonzales | I. Năstase I. Țiriac     | 1/8 de finale P. Gonzales  | A. Ashe C. Pasarell  | Finale A. Ashe            | R. Lutz S. Smith      |
| 1969  | 1/8 de finale P. Gonzales | J. Brown T. Leius  | 1/8 de finale M. Santana  | A. Ashe C. Pasarell      | 2e tour (1/16) K. Fletcher | B. Buchholz R. Moore | 2e tour (1/16) M. Santana | J. Newcombe T. Roche  |
| 1970  | —                         | —                  | —                         | —                        | —                          | —                    | 2e tour (1/16) R. Taylor  | K. Rosewall F. Stolle |
| 1971  | 1er tour (1/16) R. Taylor | D. Crealy D. Stone | —                         | —                        | 2e tour (1/16) R. Taylor   | M. Cox G. Stilwell   | —                         | —                     |
| 1972  | —                         | —                  | 1/4 de finale A. Muñoz    | J. Kodeš J. Kukal        | 1/8 de finale P. Barthes   | P. Cornejo J. Fillol | 1/4 de finale A. Muñoz    | C. Drysdale R. Taylor |

N.B. : le nom du ou de la partenaire se trouve sous le résultat ; le nom des ultimes adversaires se trouve à droite.

## Ouvrage
- Andrés Gimeno, Máster en tenis, Martínez Roca, 1999, 240 p.